# Oreodera simplex
Oreodera simplex är en skalbaggsart som beskrevs av Bates 1861. Oreodera simplex ingår i släktet Oreodera och familjen långhorningar. Inga underarter finns listade i Catalogue of Life.